# آنتیگونیش (شعر)
«آنتیگونیش» (انگلیسی: Antigonish) شعری از آموزگار و شاعر آمریکایی ویلیام هیوز مرنز است که در سال ۱۸۹۹ آن را نوشت. این شعر همچنین با عناوین «مرد کوچکی که آنجا نبود» یا «مردی که آنجا نبود» شناخته شده که با عنوان اول ترانه‌ای از آن اقتباس شده است. این شعر تأثیرگرفته از گزارش‌هایی درباره پرسه زدن روح یک مرد در پلکان یک خانه جن‌زده در آنتیگونیش، نوا اسکوشیا در کانادا سروده شده است.